# Sworzyce (gmina)
Sworzyce – dawna gmina wiejska istniejąca do 1954 roku w woj. kieleckim, łódzkim i ponownie kieleckim. Nazwa gminy pochodzi od wsi Sworzyce, lecz siedzibą władz gminy był Grabków.
Na początku okresu międzywojennego gmina Sworzyce należała do powiatu opoczyńskiego w woj. kieleckim. 1 kwietnia 1927 gminę przyłączono do powiatu koneckiego w tymże województwie. 1 kwietnia 1939 roku gminę wraz z główną częścią powiatu koneckiego przeniesiono do woj. łódzkiego. Po wojnie gmina przez krótki czas zachowała przynależność administracyjną, lecz już 6 lipca 1950 roku została wraz z całym powiatem przyłączona z powrotem do woj. kieleckiego.
Według stanu z dnia 1 lipca 1952 roku gmina składała się z 10 gromad: Bedlno, Malków, Niemojewice, Paszkowice, Przybyszowy, Sobień, Soczówki, Sworzyce, Trzemoszna i Wierzchowisko.
Jednostka została zniesiona 29 września 1954 roku wraz z reformą wprowadzającą gromady w miejsce gmin. Po reaktywowaniu gmin z dniem 1 stycznia 1973 roku gminy Sworzyce nie przywrócono, a jej dawny obszar wszedł głównie w skład gminy Końskie w tymże powiecie i województwie.